# Super mini monstres
Super mini monstres (Super Monsters) est une série télévisée d'animation américano-canadienne en vingt-deux épisodes d'environ 23 minutes, diffusée entre le 13 octobre 2017 et le 1er juin 2021 sur Netflix.

## Fiche technique
Sauf indication contraire, les informations mentionnées dans cette section peuvent être confirmées par la base de données cinématographiques IMDb,  présente dans la section « Liens externes ».
- Titre original : Super Monsters
- Réalisation : Sylvain Blais, Jimmy Tu et Dustin Mckenzie
- Scénario : Kaaren Lee Brown, Avi Arad, Robert N. Skir, Noelle Wright, Kati Rocky, Evan Gore, Heather Lombard, Bernie Ancheta, Latoya Raveneau, Kerry Glover et Corey Powell
- Animation : Mitchel Hutchinson, Mitchel Kennedy et Affy LaFond
- Musique : Allen Bohbot
- Casting : Lara Foy
- Production : Kaaren Lee Brown, Jenn Rogan et Shea Wageman
  - Producteur délégué : Carson Loveday et Allen Bohbot
  - Supervision de la production : Victoria Clougher
- Sociétés de production : Arad Animations, ICON Creative Studio, 41 Entertainment
- Société de distribution : 41 Entertainment et Netflix
- Chaîne d'origine : Netflix
- Pays d'origine :  États-Unis et  Canada
- Langue originale : anglais
- Genre : Comédie
- Durée : 23 minutes

## Voix originales
- Elyse Maloway : Cleo Graves
- Vincent Tong : Drac Shadows
- Erin Matthews : Frankie Mash
- Andrea Libman : Katya Spelling
- Alessandro Juliani : Lobo Howler
- Nicole Anthony : Zoe Walker
- Diana Kaarina : Spike Gong
- Britt McKillip : Esmie
- Gigi Saul Guerrero : Vida
- Ian James Corlett : Igor
- Kathleen Barr : Glorb
- Brian Drummond : M. Mash
- Edward Foy : Comte Dracula
- Nicole Oliver : Cléopâtre
- Elishia Perosa : Mme Spelling
- Brian Herring : Luigi
- Matthew Kevin Anderson

## Voix françaises
- Karimouche : Cleo
- Julien Rampon : Drac et le père de Frankie
- Maxime Collomb : Frankie et le Comte Dracula
- Émilie Charbonnier : Katya et la mère de Cléo
- Élise Gamet : Lobo et la mère de Katya
- Marie Dessalle : Zoé et Dr Jennifer Jekyll
- Stéphane Di Spirito : Igor et Luigi
- Johanna Tixier : Esmie
- Emmanuelle Lambrey : Spike
- Kathleen Barr : Glorb
- Sarah Cornibert : Vida

version française
Direction artistique : Fred Roux
Studio de doublage : BTI Studios
Adaptation : Lucille Dumoulin et Chrystel Castelain
 Source et légende : version française (VF) sur RS Doublage

## Épisodes

### Saison 1 (2017)
1. Bonjour les super mini monstres / Drac ne sait pas danser (Meet the Super Monsters / Vampires Don't Dance)
2. Panique au parc / Besoin d'aide ? (Borrowed Trouble / Spell Help)
3. La sécurité avant tout / Les Bonnes Manières (Safety Fur All / Even Monsters Need Manners)
4. Visite au musée / Stop, réfléchis, regarde bien ! (Monsters at the Museum / The Lost and the Furry One)
5. La Fête de la lune / La Super Surprise des super mini monstres (Once in a Blue Moon / Zombie Eyes Surprise)
6. Leçons de vol / Drac est trop fort ! (Training Bristles / Team of One)
7. Glorb le glouton / Visite au zoo (Glorb the Gobbler / Petting Zoo Hullabaloo)
8. Le Magnifique Spectacle de magie / Le Chat botté (Practice Makes Perfect / Henri in Boots)
9. Travail d'équipe / Celui qui criait au loup (Oh My, Pizza Pie / Never Cry Werewolf)
10. Les Supers Tours des supers mini monstres / Le Spectacle d'Halloween (Tricks Before Treats / Halloween Extravaganza)

### Saison 2 (2018)
1. Cleo-sait-tout / La Chasse au trésor de Spike (Cleo Has the Answers / Spike the Scavenger)
2. Katya a le hoquet / Soirée Trac (Cure for the Witchy-Ups / Stage Fright Tonight)
3. Une gargouille en fuite / Projet petites ailes (Runaway Gargoyle / Project Little Wings)
4. Des Super-Pouvoirs en folie / Pizza Party ! (Superpowers Swap / Monster-preciation Night)
5. Une pleine lune dans lune / Sami, le petit yéti (No Moon, No Matter / Misadventures in Monster-Sitting)
6. Le Bus des super mini monstres / Grignotage nocturne (Grrbus, the School Bus / The Night Nibbler)

### Épisodes spéciaux (2018)
1. Les super mini monstres sauvent Halloween (Super Monsters Save Halloween)
2. Les Super Mini Monstres et l'Étoile magique (Super Monsters and The Wishing Star)

### Saison 3 (2019)
1. La Mélodie du clair de lune / La Graine impossible (Moonlight Melody / The Impossible Seed)
2. La Nuit de l'amitié (Monster Heart-Friend Night)
3. Perdus dans la forêt / Une sirène à Pitchfork Pines (Lost Among the Pines / A Mermaid in Pitchfork Pines)
4. La Pièce de théâtre (Putting on a Show)
5. Verte de jalousie / Oups, on a rétréci les voitures ! (Green with Envy / Oops, We Shrunk the Cars)
6. Un ogre à Pitchfork Pines (An Ogre in Pitchfork Pines)

### Épisodes spéciaux (2019)
1. Les Super Mini Monstres et la Fête du printemps (Super Monsters: Furever Friends)
2. La Rentrée des super mini monstres (Super Monsters: Back to School)
3. Super mini monstres : Le Premier Halloween de Vida (Super Monsters Vida's First Halloween)
4. Les super mini monstres sauvent Noël (Super Monsters Save Christmas)

### Épisodes spéciaux (2020)
1. Super Monsters: The New Class
2. Super Monsters: Dia De Los Monsters
3. Super Monsters: Santa's Super Monster Helpers

### Épisode spécial (2021)
1. Super Monsters: Once Upon a Rhyme